# Marco Gentile (voetballer)
Marco Gentile (Den Haag, 24 augustus 1968) is een voormalig Nederlands voetballer en huidig voetbalcoach.
Gentile speelde in de jeugd bij VVP en is vooral bekend als spijkerharde verdediger bij FC Den Haag. Als verdediger speelde hij acht seizoenen in Den Haag. Hierna speelde hij nog voor MVV, Burnley FC, FC Volendam en Willem II waar hij in 2001 zijn loopbaan afsloot. In totaal speelde hij 267 wedstrijden waarin hij zes doelpunten maakte.
Hierna ging hij aan de slag als jeugdtrainer bij ADO Den Haag, tegenwoordig is Gentile werkzaam als videoanalist bij Excelsior en hoofd opleiding bij SVV.

## Clubstatistieken
| seizoen | club         | land      | competitie     | duels | goals |
| ------- | ------------ | --------- | -------------- | ----- | ----- |
| 1987/88 | FC Den Haag  | Nederland | Eredivisie     | 3     | 0     |
| 1988/89 | FC Den Haag  | Nederland | Eerste divisie | 12    | 0     |
| 1989/90 | FC Den Haag  | Nederland | Eredivisie     | 27    | 1     |
| 1990/91 | FC Den Haag  | Nederland | Eredivisie     | 30    | 1     |
| 1991/92 | FC Den Haag  | Nederland | Eredivisie     | 18    | 0     |
| 1992/93 | ADO Den Haag | Nederland | Eerste divisie | 19    | 1     |
| 1993/94 | ADO Den Haag | Nederland | Eerste divisie | 28    | 0     |
| 1994/95 | ADO Den Haag | Nederland | Eerste divisie | 28    | 0     |
| 1995/96 | MVV          | Nederland | Eerste divisie | 17    | 1     |
| 1996/97 | MVV          | Nederland | Eerste divisie | 24    | 0     |
| 1997/98 | Burnley      | Engeland  | First Division | 0     | 0     |
| 1997/98 | FC Volendam  | Nederland | Eredivisie     | 16    | 2     |
| 1998/99 | FC Volendam  | Nederland | Eerste divisie | 25    | 0     |
| 1999/00 | Willem II    | Nederland | Eredivisie     | 20    | 0     |
| 2000/01 | Willem II    | Nederland | Eredivisie     | 0     | 0     |
| Totaal  | Totaal       | Totaal    | Totaal         | 267   | 6     |

## Trivia
- Marco Gentile is familie van de Italiaanse ex-voetballer en trainer Claudio Gentile.[1]